# Konrad von Würzburg
Konrad von Würzburg (circa 1220 - 31 de agosto de 1287) fue un poeta alemán durante la segunda mitad del siglo XIII.

## Biografía
Se conoce muy poco de la vida de Conrado de Wurzburgo, al igual que de los demás poetas de su tiempo. Probablemente nació en Wurzburgo, se crio en Estrasburgo y pasó sus últimos años en Basilea, donde falleció. Al igual que su maestro, Gottfried von Strassburg, Konrad no pertenecía a la nobleza, a diferencia de los poetas contemporáneos. Su obra literaria, variada y abundante, se considera comparativamente libre de la degeneración característica de la poesía del Alto alemán medio a mediados del siglo XIII.
Su estilo, aunque si bien en ocasiones se presenta difuso, tiene un tono característico; su métrica estaba claramente influenciada por la tendencia de Gottfried de resaltar la monotonía de la métrica épica con variaciones ingeniosas, pero siempre con corrección; sus obras narrativas (exceptuando Die halbe Birn, del cual no se conoce con seguridad a su autor) no tienen asperezas, algo común entre los poetas de su época, y, aunque la mística y la alegoría están presentes en sus obras, no les permitía, como sí lo hacían sus contemporáneos, que usurpasen el lugar de la poesía.
Konrad escribió varias leyendas (Alexius, Silvester, Pantaleon) en las cuales ilustró las virtudes y el dogma cristianos; Der Welt Lohn, una alegoría didáctica sobre la temática familiar de Frau Welt, la mujer aparentemente hermosa, pero repugnante en realidad; Die goldene Schmiede es una panegírica de la Virgen María; Klage der Kunst, por su parte, es una defensa alegórica de la poesía.
Sus obras más ambiciosas fueron dos épicas muy largas, Der trojanische Krieg (de más de cuarenta mil versos y sin finalizar) y Partenopier und Meliur, basadas ambas en los originales franceses. Sin embargo, el talento de Konrad se vio más reflejado en sus romances más cortos, tales como Engelhart und Engeltrut, Kaiser Otto y Das Herzemaere; este último, cuya temática fue retomada por Uhland en Kastellan von Coucy, es considerado como uno de los mejores poemas de su tipo en la literatura del Alto alemán medio.

## Obras
No existe una edición uniforme de las obras de Konrad. Algunos ejemplos son:
- Der trojanische Krieg editado por A. von Keller para el Stuttgart Literarische Verein (1858)
- Partenopier und Meliur, por K. Bartsch (1871)
- Die goldene Schmiede y Silvester, por W. Grimm (1840 y 1841)
- Alexius, por H.F. Massmann (1843) y R. Haczynski (1898)
- Der Welt Lohn, por F. Roth (1843)
- Engelhart und Engeltrut, por Moritz Haupt (1844, 2.ª ed., 1890)
- Klage der Kunst, por E. Joseph (1885).

Los poemas más cortos, tales como Otto y Herzemaere, pueden encontrarse en Erzählungen und Schwänke des Mittelalters, editado por H. Lambel (2.ª ed., 1883). K. Pannier y H. Kruger publicaron traducciones en alemán moderno de los poemas más populares de Konrad en su libro Reclams Universalbibliothek (1879-1891).